# Lose the Heat
Lose the Heat es un videojuegos de carreras desarrollado por Silent Bay Studios y publicado por Spil Games para navegador. Fue lanzado el 16 de agosto de 2010. Es la primera entrega de la serie Lose the Heat.

## Jugabilidad
Lose the Heat es un juego de carreras donde el jugador escapa de la policía mientras realiza varias misiones con personas problemáticas. Durante las misiones hay que llegar a un punto específico antes que se acabe el tiempo, para esto el jugador puede escoger la ruta que más le convenga mientras la policía pone bloqueos que se pueden esquivar o saltar por encima haciendo que exploten, también hay obstáculos que se le pueden poner a los policías pasando cerca de ellos como estructuras que se caen. Además si el jugador choca el coche este recibirá daños y si se daña demasiado pierde la partida.